# Glenea pseudoregularis
Glenea pseudoregularis là một loài bọ cánh cứng trong họ Cerambycidae.